# Heerhugowaard (stacja kolejowa)
Heerhugowaard – stacja kolejowa w Heerhugowaard, w prowincji Holandia Północna, w Holandii. Stacja została otwarta 20 grudnia 1865.

## Historia
Stacja otwarta została w dniu 20 grudnia 1865 jako część linii Amsterdam-Den Helder. Stacja była znana jako Heerhugowaard-Broek op Langedijk w latach 1948-1976. Stacja posiada 2 perony i budynek stacyjny. Poprzedni budynek stacji istniał między 1862-1967, kiedy to został rozebrany, a także budynek z 1967 do 1989 i jest obecnie wykorzystywany jako snack bar.

## Połączenia
- Alkmaar
- Amsterdam
- Den Helder
- Haarlem
- Haga
- Heerlen
- Hoorn
- Maastricht
- Nijmegen
- Schagen
- Utrecht

| Heerhugowaard                |  |                               |
| Linia                        |  |                               |
| Schagenodległość: 14 km      |  | Alkmaar Noord odległość: 5 km |
| Linia                        |  |                               |
| Alkmaar Noordodległość: 5 km |  | Obdam odległość: 6 km         |